# Arakhin
Arakhin (en hebreu: מסכת ערכין) (transliterat: Masekhet Arakhin) és el cinquè tractat de l'ordre de Kodaixim de la Mixnà i el Talmud. El tractat tracta principalment sobre el llibre de Levític 27, el tema del qual és l'avaluació de les persones, els animals i la terra, el valor de la qual va ser donat al Temple. El valor d'una persona es fixa segons el llibre de Levític, i dependrà del gènere i l'edat de la persona. Una persona pot dedicar al Temple el valor d'un animal o d'una propietat, temes que també es tracten a Levític 27. També hi ha lleis en aquest tractat sobre la venda de la propietat ancestral, un tema tractat a Levític 25.

## Capítols
Els capítols de l'1 al 6 estan basats en el llibre de Levític 27:1-8, i tracten sobre la promesa de donar una ofrena com a part de la dedicació del Temple, així com de donar altres regals i tresors al Temple. Els capítols 7 i 8 expliquen la donació al Temple d'un camp que una persona ha heretat com es deriva de Levític 27:16-25. El capítol 8 tracta sobre Levític 27:28-29, mentre que el darrer capítol tracta sobre les lleis dels camps ancestrals, i sobre les cases situades a les ciutats emmurallades, i com són redimides segons Levític 25:25-34.